# Козицький Микола Михайлович
Микола Михайлович Козицький (*15 грудня 1943) — радянський спортсмен-самбіст та дзюдоїст. Призер чемпіонату Європи з дзюдо (1967), призер чемпіонату світу з самбо (1973), багаторазовий чемпіон СРСР (1968, 1969, 1973). Заслужений майстер спорту СРСР, Заслужений тренер УРСР та РРФСР.
Виховав чемпіонів і призерів міжнародних змагань із дзюдо й самбо. У їх числі:
Астахов Віктор Васильович — самбіст, чемпіон і призер чемпіонатів СРСР, Європи та світу, володар Кубка світу, заслужений майстер спорту СРСР, тренер.
Сободирьов Володимир Олександрович — радянський самбіст, дзюдоїст, борець вільного і класичного стилів, чемпіон СРСР, Європи та світу з самбо, володар Кубка світу з самбо, призер чемпіонатів СРСР з дзюдо, заслужений майстер спорту СРСР з самбо.
Син Михайло — самбіст, один з останніх володарів Кубка СРСР з самбо. Наразі живе і працює в США, де докладає зусиль до популяризації самбо.